# Simone di Dammartin
Simone di Dammartin, in francese: Simon de Dammartin (1180 circa – 21 settembre 1239), fu conte di Aumale dal 1206 al 1214 e poi dal 1234 alla sua morte e, per diritto di matrimonio (de iure uxoris) fu anche conte del Ponthieu e di Montreuil dal 1221 alla sua morte.

## Origine
Secondo il documento n° CCXVII delle Chartes de l'Abbaye de Jumièges (v. 825 à 1204), tomus II, Simone era figlio del conte di Dammartin e signore di Lillebonne, Alberico II di Dammartin e della moglie, Matilde di Clermont, che era figlia di Rinaldo di Clermont (?-1162) e della seconda moglie Clemenza di Bar.
Alberico II di Dammartin era figlio di Alberico I di Dammartin (Aubri II ou Alberic II de Mello), nato all'inizio e morto nella seconda metà del XII secolo, conte di Dammartin e signore di Lillebonne, ciambellano del regno di Francia dal 1122 al 1129 era figlio di Alberico I di Mello e di Adela; mentre di sua madre non si conosce né il nome né gli ascendenti.
Secondo il Willelmi Chronica Andrensis, Simone era fratello di Rinaldo conte di Boulogne.

## Biografia
Suo fratello Rinaldo, che, dal 1192, era conte di Boulogne, per diritto di matrimonio (de iure uxoris) e, nel 1200, era succeduto al padre nella contea di Dammartin, e nel 1205, aveva ottenuto dal re di Francia, Filippo Augusto, la contea d'Aumale, e, dal 1206, anche Simone, col consenso di Filippo Augusto era conte di Aumale.
Nel 1208, tra Simone e il conte di Ponthieu, Guglielmo II, fu stipulato un contratto di matrimonio, tra Simone stesso e la figlia ed erede di Guglielmo II, Maria, che, secondo il Roderici Toletani Archiepiscopi De Rebus Hispaniæ, Maria era l'unica figlia del conte di Ponthieu, Guglielmo II e della moglie, Adele di Francia, contessa di Vexin, che era figlia del re di Francia, Luigi VII e della sua seconda moglie, Costanza di Castiglia, e sorellastra del re di Francia, Filippo II Augusto, come conferma anche la Chronica Albrici Monachi Trium Fontium.
Col documento n° VI del Recueil de documents pour servir à l´histoire de Montreuil-sur-Mer 1000-1464, supplément au cartulaire municipale Rinaldo conte di Boulogne, conferma il contratto di matrimonio tra suo fratello, Simone e Maria, figlia del conte di Ponthieu.
Col documento n° XXXII, datato 1209, del Cartulaire du comté de Ponthieu, suo padre, Guglielmo II, conferma l'avvenuto matrimonio, citando Maria con Simone di Boulogne, definito suo genero(Symonis de Bolonia, generis mei, et Marie filie mee, uxoris eius).
Simone, però, al seguito del fratello Rinaldo rese omaggio al re d'Inghilterra, Giovanni Senza Terra, e, nel 1214, Simone si schierò apertamente con l'imperatore, Ottone IV, che guidava una coalizione contro l'esercito francese e così, il 27 luglio 1214, schierò le sue truppe a fianco di Ottone IV, che alla battaglia di Bouvines fu severamente sconfitto dalle truppe del re di Francia; a seguito di ciò la contea di Aumale gli venne confiscata da Filippo II Augusto.
Suo suocero Guglielmo II morì nel 1221 e fu tumulato nell'Abbazia di Valloires Argoules, Somme.
Sua moglie, Maria, gli succedette in quanto unica figlia, insieme al marito, Simone di Dammartin, come ci viene confermato dal documento n° LXXXVII del Cartulaire du comté de Ponthieu, in cui il re di Francia, Luigi VIII, conferma che la contea di Ponthieu, rimarrà nel diritto dei figli di Maria e di Simone. Anche la moglie Maria dovette subire la ritorsione del re di Francia, che le confiscò il Ponthieu
Secondo il documento n° 1221 delle Layettes du trésor des chartes : de l'année 1224 à l'année 1246 Simone, nel 1231, si riaccostò al re di Francia, Luigi IX il Santo, con la promessa, in accordo con la moglie Maria di Ponthieu, di maritare le due figlie maggiori, solo col consenso del re Luigi IX.
A seguito di questo accordo Simone e Maria riottennero il Ponthieu, e nel 1234, Simone riottenne la contea di Aumale.
Nel 1232, Simone e Maria fecero una donazione all'abbazia di Notre-Dame d'Ourscamp, come ci viene confermato dal documento n° CCLXXVIII del Cartulaire de l'abbaye de Notre-Dame d'Ourscamp de l'ordre de Citeau.
Simone, secondo la Chronica Albrici Monachi Trium Fontium, morì nel 1239, come conferma anche il documento CXXXIII del Cartulaire du comté de Ponthieu, inerente alla donazione che Maria fece alla chiesa della Vergine di Ourscamp nell'ottobre di quello stesso anno.
Maria poi si risposò in seconde nozze, fra il settembre 1240 e il dicembre 1241, col figlio di Matteo II, signore di Montmorency, Matteo di Montmorency, come risulta dal documento n° CXLIII del Cartulaire du comté de Ponthieu e da alcuni documenti datati dal 1246 al 1249 delle Preuves della Histoire généalogique de la maison de Montmorency et de Laval.

## Matrimonio e discendenza
Simone da Maria ebbe quattro figlie:
- Giovanna (1220 – 1279), conte di Aumale, contessa di Ponthieu, e regina consorte di Castiglia e León[5], in quanto seconda moglie di Ferdinando III di Castiglia, come conferma anche la Chronica Albrici Monachi Trium Fontium[14]
- Matilde (1220 – 1257 circa), che aveva sposato Giovanni, visconte di Châtellerault, come conferma la Chronica Albrici Monachi Trium Fontium[14]
- Filippa ( † 1280 circa), che sposò Rodolfo di Lusignano († 1246), conte d'Eu, poi Rodolfo († 1250), signore di Coucy, ed infine Ottone II († 1271), conte di Gheldria, come conferma la Chronica Albrici Monachi Trium Fontium[14]
- Maria ( † 1280 circa), che sposò Giovanni II di Pierrepont († 1251), conte di Roucy, come conferma la Chronica Albrici Monachi Trium Fontium[14].